# Skat (gioco di carte)
Lo Skat è (insieme con la sua variante, il Doppelkopf) il gioco di carte più diffuso in Germania e Slesia in cui è nato, agli inizi del XIX secolo.
Lo si gioca anche nelle regioni statunitensi con una forte presenza tedesca, come il Wisconsin e il Texas.
Per la sua origine e diffusione, anche i termini del gioco sono comunemente in tedesco.
È un gioco di prese per tre o quattro giocatori.
Il mazzo è costituito da 32 carte: 7, 8, 9, 10, fante, donna, re e asso di ogni seme, senza jolly. Alcuni giocatori della Germania meridionale e orientale e dell'Austria preferiscono utilizzare mazzi tedeschi, con i semi di campanelli, cuori, foglie e ghiande. Fino a non molto tempo fa, per esempio, in Sassonia e in Turingia si usavano quasi esclusivamente carte tedesche. Nei tornei, oggi si usa un mazzo di carte che è una sorta di via di mezzo, essendo a semi francesi ma colori tedeschi: picche verdi per facilitarne l'associazione alle foglie e quadri gialli per facilitarne l'associazione ai campanelli. Peraltro, il tipo di mazzo utilizzato non modifica in alcun modo il meccanismo di gioco.

## Organizzazioni di giocatori
La ISPA organizza tornei in tutto il mondo, mentre in Germania vengono organizzati tornei da parte della DSkV. Vi sono anche tornei online, organizzati dalla Deutscher online Skatverband e.V..

## Storia
Lo skat nacque intorno al 1810 ad Altenburg, nell'attuale Stato Federale di Turingia, Germania. Era basato su una variante del gioco a tre carte dei Tarocchi, e sul gioco a quattro giocatori dello Sheepshead. L'innovazione principale fu la puntata, descritta più avanti.
Le prime regole ufficiali furono pubblicate nel 1886, sempre ad Altenburg. Le regole continuavano ciononostante a essere diverse da regione a regione. Dal 1998 sia la ISPA sia la DSkV utilizzano le medesime regole.
Lo skat è citato di frequente nell'opera Il tamburo di latta di Günter Grass, dove funge da filo conduttore di tutta la storia. Anche in Niente di nuovo sul fronte occidentale, di Erich Maria Remarque, e diario di guerra 1914-1918 di Ernst Jünger molti soldati giocano a skat, tra cui lo stesso autore, che sembra trovare nel gioco dello skat un buon passatempo per combattere la noia in trincea. Il gioco appare infine nell'episodio "In tre col morto" per la serie dell'ispettore Derrick. Nell'opera lirica Intermezzo invece (scritta nel 1923 e rappresentata a Dresda nel 1924), lo skat viene glorificato da Richard Strauss (che lo giocava sempre) all'inizio del II Atto in una lunga scena fatta di smazzate e puntate commentate dall'orchestra sinfonica e dalle voci dei solisti. Intermezzo sarà la terza ed ultima opera lirica di Richard Strauss ad avere il libretto scritto dall'autore dopo Guntram e Salome.

## Come si gioca
Esistono più varianti del gioco, qui sono presentate le regole della DSkV.
Una partita di Skat si compone di 36 mani, in ciascuna delle quali i tre giocatori si alternano nel ruolo di mazziere (e quindi ultimo di mano, primo di mano, secondo di mano). Non si gioca a squadre fisse: ad ogni mano uno dei giocatori (quello che si aggiudica la licitazione) gioca contro gli altri due. Quando si gioca "a perdere" (Ramsch) ciascun giocatore gioca per sé.

### Ordine di presa delle carte
Nello Skat c'è l'obbligo di rispondere al seme richiesto. Se non si hanno carte al seme richiesto si è liberi di giocare qualsiasi carta si preferisca, di briscola o meno. Non c'è obbligo di giocare briscola se non si può rispondere al seme richiesto. C'è l'obbligo di seguire il seme richiesto anche se si è terzi di mano ed il secondo ha messo una briscola. Prende chi gioca la briscola più alta o la carta più alta al seme richiesto.
L'ordine di presa è in generale A-10-K-Q-9-8-7.  Si noti la peculiare posizione del 10 e l'assenza dei J (fanti). I fanti sono estratti dal loro seme e raccolti a formare un loro seme di briscola, con ordine di presa determinato dal loro seme originale: ♣ ♠ ♥ ♦. Questo seme di "briscola corta" può essere lasciato separato ovvero abbinato ad un altro seme, a formare una "briscola lunga". Nel caso di "briscola corta" si gioca a tutti gli effetti con cinque semi distinti.
Nel gioco Null la "briscola corta" non viene formata e non ci sono briscole. L'ordine di presa in ciascuno dei quattro semi è con 10 e fante al loro posto naturale: A-K-Q-J-10-9-8-7
- ad ogni seme non di briscola (qui per esempio quadri e il suo equivalente tedesco campanelli), dove il seme di briscola può essere lungo o corto:

|  |  |  |  |  |  |  | . |

- briscola corta (solo i fanti):

|  |  |  |  | . |

- briscola lunga, cioè i fanti abbinati al seme di briscola, in questo esempio fiori:

|  |  |  |  |  |  |  |  |  |  |  |

- ordine di presa nel gioco Null, in quest’ esempio quadri:

|  |  |  |  |  |  |  |  |

### Punteggio abbinato alle carte
Il punteggio abbinato a ciascuna carta è analogo al gioco della briscola: 
| 11 | 10 | 4 | 3 | 2 | 0 | 0 | 0 |
| -- | -- | - | - | - | - | - | - |
|    |    |   |   |   |   |   |   |

Come nella briscola, il totale dei punti nel mazzo è 120: 30 punti per ogni seme.
Si noti come i fanti, che formano le quattro briscole più forti, non valgano che due soli punti ciascuno. In questo senso il gioco può richiamare il tressette, dove l'asso è sottoposto nell'ordine di presa al due ed al tre, che sono di valore inferiore nel calcolo del punteggio.

### Distribuzione
Il mazziere mischia le carte, offre il mazzo per l'alzata al giocatore alla sua destra, questi dovrà alzare almeno quattro carte perché la spaccata sia valida, il mazziere distribuisce le carte secondo la sequenza: tre a ciascun giocatore, due a formare lo scarto, monte o Skat che dir si voglia, poi quattro e poi nuovamente tre a ciascuno. Solo dopo che siano state distribuite tutte le carte i giocatori possono raccogliere le 10 carte di competenza.

### Licitazione
Dopo la distribuzione delle carte si passa alla licitazione. La funzione della licitazione è stabilire chi giochi da "solista" e conseguentemente chi siano i due "difensori" o "oppositori", che in questa mano giocheranno assieme. Con il vincere la licitazione il solista si arrischia a compiere un "contratto". Ciascun contratto ha un valore che dipende dal tipo di gioco (con briscola lunga o corta) e dal numero di "moltiplicatori"; per il gioco "Null" non si applicano moltiplicatori ma le sue quattro varianti hanno valori prefissati. La sezione "Scelta del Gioco" descrive quest'aspetto della licitazione.
Se il solista rispetta il contratto (accumulando, fra prese e scarto, più della metà dei 120 punti disponibili), si aggiudica corrispondenti al contratto dichiarato e vinto, computando eventuali ulteriori moltiplicatori se sia riuscito a vincere "Schneider" (con 90 o più punti) o "Schwarz" (con tutte le 10 prese). Se il solista non rispetta il contratto, gli vengono sottratti il doppio dei punti corrispondenti al gioco annunciato.
Il contratto si considera non rispettato se il solista aveva annunciato di vincere Schneider e non raggiunge i 90 punti, o se aveva annunciato Schwarz e i difensori hanno effettuato una presa.
Un gioco Null si considera vinto se il solista non effettua nessuna presa e si interrompe come perso appena il solista è costretto alla presa.
La licitazione si svolge come se il primo di mano avesse già in mano un contratto di gioco. Il secondo di mano può provare levarglielo offrendo un valore di contratto lecito (come scendendo alla riga successiva nella tabella sotto riportata), sperando che il primo di mano passi. Chi dei due non passi resta titolare del contratto e contro di lui offre il mazziere, ultimo di mano.
Chi si aggiudica la licitazione deve annunciare un gioco, senza l'obbligo di specificare quale moltiplicatore conta di realizzare.
Se tutti i tre giocatori passano, il primo di mano diventa mazziere e la mano non viene giocata. Alternativamente, ma questo non è parte delle regole da torneo internazionali, si può giocare "Ramsch" (a perdere), con lo stesso ordine di presa del gioco Grand, ma con l'obiettivo di fare meno punti possibile. Una mano Ramsch persa vale per il solo giocatore con più punti tanto quanti i punti nelle carte catturate, più lo scarto.

### Scelta del gioco
Il giocatore che si sia aggiudicato il ruolo di solista, ha il diritto di prendere il monte e di definire il gioco da svolgere. Può anche optare per non prendere il monte, nel qual caso si dice che gioca Hand. Se prende il monte, deve tornare a formarlo con due carte a scelta fra le 12 ora a sua disposizione.
Le tre opzioni primarie a sua disposizione sono:
- gioco con briscola lunga (i quattro fanti più tutte le carte del seme annunciato)
- gioco con briscola corta (i soli quattro fanti, annunciato come Grand)
- gioco Null

A ciascun seme è associato un valore base: Fiori vale 12, Picche 11, Cuori 10 e Quadri 9; al gioco Grand è associato il valore base 24. Ai giochi Null sono associati valori diversi a seconda che lo si giochi semplice, senza usare il monte, aperto, aperto e senza usare il monte.
Se tutti i giocatori passano, le regole ufficiali dettano che si segni il gioco come non giocato e si prosegua con il successivo. Fuori dai tornei generalmente un gioco in cui tutti passino si gioca nella variante "Ramsch", che in italiano si potrebbe tradurre come "Skat a perdere".
Per calcolare il valore di un contratto ci si appoggia generalmente a tabelle come questa:
|        | briscola lunga | briscola lunga | briscola lunga | briscola lunga |       |               |
| valore | ♣              | ♠              | ♥              | ♦              | Grand | Null          |
| ------ | -------------- | -------------- | -------------- | -------------- | ----- | ------------- |
| 18     |                |                |                | 2              |       |               |
| 20     |                |                | 2              |                |       |               |
| 22     |                | 2              |                |                |       |               |
| 23     |                |                |                |                |       | Null          |
| 24     | 2              |                |                |                |       |               |
| 27     |                |                |                | 3              |       |               |
| 30     |                |                | 3              |                |       |               |
| 33     |                | 3              |                |                |       |               |
| 35     |                |                |                |                |       | N.Hand        |
| 36     | 3              |                |                | 4              |       |               |
| 40     |                |                | 4              |                |       |               |
| 44     |                | 4              |                |                |       |               |
| 45     |                |                |                | 5              |       |               |
| 46     |                |                |                |                |       | N.Ouvert      |
| 48     | 4              |                |                |                | 2     |               |
| 50     |                |                | 5              |                |       |               |
| 54     |                |                |                | 6              |       |               |
| 55     |                | 5              |                |                |       |               |
| 59     |                |                |                |                |       | N.Ouvert Hand |
| 60     | 5              |                | 6              |                |       |               |
| 63     |                |                |                | 7              |       |               |
| 66     |                | 6              |                |                |       |               |
| 70     |                |                | 7              |                |       |               |
| 72     | 6              |                |                | 8              | 3     |               |
| 77     |                | 7              |                |                |       |               |
| 80     |                |                | 8              |                |       |               |
| 81     |                |                |                | 9              |       |               |
| 84     | 7              |                |                |                |       |               |
| 88     |                | 8              |                |                |       |               |
| 90     |                |                | 9              | 10             |       |               |
| 96     | 8              |                |                |                | 4     |               |
| 99     |                | 9              |                | 11             |       |               |

Sulla colonna a sinistra c'è il valore del contratto, sulla prima riga c'è il tipo di contratto, gli altri numeri nella tabella sono i moltiplicatori o il tipo di gioco Null.
Il valore del moltiplicatore da applicare dipende dal numero di Spitzen in mano o mancanti. Spitzen è forse traducibile con "ammattatori", il termine utilizzato nel Codice di Chitarrella per le carte giocabili a presa sicura nel Tressette. Si tratta della massima sequenza ininterrotta di carte di briscola di punta, partendo dunque dal fante di fiori, in mano ("mit") o non in mano ("ohne") del solista. Il numero di ammattatori incrementato di uno costituisce il valore minimo del moltiplicatore applicabile al valore base del gioco scelto.
Anche per questo è usuale appoggiarsi ad una tabella come questa:
| Spitzen | Spitzen | Spitzen | Spitzen | mit | ohne | moltiplicatore |
| ------- | ------- | ------- | ------- | --- | ---- | -------------- |
| ♣       |         |         |         | 1   |      | 2              |
| ♣       |         | ♥       |         | 1   |      | 2              |
| ♣       |         | ♥       | ♦       | 1   |      | 2              |
| ♣       |         |         | ♦       | 1   |      | 2              |
|         | ♠       |         |         |     | 1    | 2              |
|         | ♠       | ♥       |         |     | 1    | 2              |
|         | ♠       | ♥       | ♦       |     | 1    | 2              |
|         | ♠       |         | ♦       |     | 1    | 2              |
| ♣       | ♠       |         |         | 2   |      | 3              |
| ♣       | ♠       |         | ♦       | 2   |      | 3              |
|         |         | ♥       |         |     | 2    | 3              |
|         |         | ♥       | ♦       |     | 2    | 3              |
| ♣       | ♠       | ♥       |         | 3   |      | 4              |
|         |         |         | ♦       |     | 3    | 4              |
| ♣       | ♠       | ♥       | ♦       | 4   |      | 5              |
|         |         |         |         |     | 4    | 5              |

Si noti che questa tabella non è completa, in quanto si può giocare anche mit o ohne cinque o più ammattatori. Ad esempio giocando fiori ed avendo in mano non solo tutti i quattro fanti, ma anche l'asso e il 10 di fiori, mancando almeno il re di fiori, si può giocare mit 6, contando fra gli ammattatori anche l'asso e il dieci del palo di briscola. Giocando Grand, il palo di briscola è formato dai soli quattro fanti e quindi il numero di ammattatori è al più 4.
Il moltiplicatore ottenuto dalla tabella precedente è  pari al numero di ammattatori più uno e viene ulteriormente incrementato a seconda delle condizioni applicabili:
| Hand | con scarto |                      |
| ---- | ---------- | -------------------- |
| 1    |            | vincita Hand         |
| 2    | 1          | Schneider            |
| 3    |            | Schneider annunciato |
| 4    | 2          | Schwarz              |
| 5    |            | Schwarz annunciato   |
| 6    |            | Ouvert               |

Si noti che si può annunciare Schneider, Schwarz, Ouvert solo se si gioca Hand, cioè senza prendere le due carte dello scarto. Giocando Hand e vincendo Schwarz, ci si aggiudica il moltiplicatore dello Schneider annunciato.
Il valore minimo di una vittoria è 18, gioco con briscola lunga di quadri, con o senza un solo ammattatore, consultando lo scarto e vinto con meno di 90 punti (9×2). Il valore massimo di una vittoria è 264, gioco Grand con quattro ammattatori, giocato Hand e Ouvert (Il gioco Grand ha valore di base 24, i quattro ammattatori danno moltiplicatore 5, Hand 6, Schneider 7, annunciato 8, Schwarz 9, annunciato 10, Ouvert 11: 24×11=264).
Prendendo le due carte dello scarto, non si ha più l'opzione di annunciare Schneider, Schwarz né Ouvert. Se poi si vince Schneider o Schwarz, si aggiunge 1 o 2 al moltiplicatore associato al numero di ammattatori.
Un esempio che è una provocazione: avendo a disposizione dopo lo scarto, ♣ 7, 8, 9, Q;  ♠ A, 10;   ♥ A, 10; ♦ A, 10 ed essendo i fanti e le altre carte di fiori distribuite tre per avversario, si può annunciare fiori, giocarla "ohne 6", e vincere Schneider, per un valore di 96 punti (ohne 6, vinta 7, Schneider 8; moltiplicato per il valore base dei fiori che è 12; vale 96).
Nel caso si giochi Ramsch, non c'è un vincitore ma solo un perdente: il giocatore che avrà raccolto più punti nelle sue prese. Il valore della perdita è aumentato con i punti presenti nel monte.

### Varianti
un gioco con oltre due secoli di storia ha molte varianti, qui sopra sono riportate le regole internazionali valide in torneo, di seguito invece alcune delle varianti più popolari.
La lista che segue è assai incompleta.

#### Ramsch
Skat a perdere, un ottimo modo per iniziare ad imparare il gioco, abbastanza semplice da potersi giocare con bambini, utile anche per iniziare a stimare la probabilità di vincita date le carte ricevute.
Nella variante Ramsch, si gioca come nel caso Grand, cioè con i fanti separati a formare il loro quinto palo. Lo scopo in questo caso è di liberarsi delle carte di maggior valore tentando di non effettuare prese o comunque di catturare il minor numero di punti con le prese effettuate.
Perde chi cattura il maggior numero di punti, e il valore della perdita è aumentato con il numero di punti presenti nel monte.
Se uno dei giocatori riesce a non effettuare nessuna presa, il perdente vede raddoppiato il valore della perdita.

#### Idiota
Variante usata per allentare la tensione e chiudere una serata di gioco. Si tengono le carte al contrario, in modo che ciascun giocatore veda solo le carte degli avversari e non le proprie. L'unica indicazione per scegliere la carta da giocare è la mimica dei compagni della serata.

#### Col morto
Si gioca in due, le carte assegnate ad un terzo giocatore assente vengono disposte a faccia in su.  Si prosegue come nel caso a tre giocatori, tranne che non sono disponibili le varianti "ouvert" dei giochi possibili.